# Deuterocopus
Deuterocopus is een geslacht van vlinders uit de familie vedermotten (Pterophoridae).
De typesoort van het geslacht is Deuterocopus tengstroemi Zeller, 1851, de enige soort die Zeller in 1851 in het geslacht plaatste.

## Soorten
- D. albipunctatus Fletcher, 1910
- D. alopecodes Meyrick, 1911
- D. atrapex Fletcher, 1909
- D. bathychasma Fletcher, 1910
- D. bathychasmus Fletcher, 1910
- D. citrogaster Fletcher, 1910
- D. devosi Gielis, 2003
- D. dorites Meyrick, 1913
- D. exquisitus Meyrick, 1921
- D. famulus Meyrick, 1907
- D. fervens Meyrick, 1913
- D. fortunatus Meyrick, 1921
- D. gratus Meyrick, 1921
- D. hipparchus Meyrick, 1921
- D. honoratus Meyrick, 1921
- D. issikii Yano, 1963
- D. lophopteryx Fletcher, 1910
- D. melanota Fletcher, 1910
- D. melanotus Fletcher, 1910
- D. nigerianus Arenberger & Wojtusiak, 1996
- D. papuaensis Gielis & de Vos, 2006
- D. planeta Meyrick, 1907
- D. ritsemae Walsingham, 1884
- D. socotranus Rebel, 1907
- D. sochohoroides Fletcher, 1910
- D. tengstroemi Zeller, 1852
- D. torridus Meyrick, 1913